# ژامانتوز (شهرستان یلیخناو)
ژامانتوز (قزاقی: Жамантұз) یک دریاچه در استان قزاقستان شمالی کشور قزاقستان است.